# 12087 Тіффанілін
12087 Тіффанілін (12087 Tiffanylin) — астероїд головного поясу, відкритий 20 квітня 1998 року.
Тіссеранів параметр щодо Юпітера — 3,638.